# Mungo gambijski
Mungo gambijski (Mungos gambianus) – gatunek drapieżnego ssaka z podrodziny Mungotinae w obrębie rodziny mangustowatych (Herpestidae).

## Taksonomia
Gatunek po raz pierwszy zgodnie z zasadami nazewnictwa binominalnego opisał w 1835 roku irlandzki przyrodnik William Ogilby, nadając mu nazwę Herpestes gambianus. Holotyp pochodził z Cape St. Mary, w Gambii. 
Autorzy Illustrated Checklist of the Mammals of the World uznają ten gatunek za monotypowy. 

### Etymologia
- Mungos: tel. mangīsu „mangusta” lub mar. mangus „mangusta”[7].
- gambianus: Gambia[2].

## Zasięg występowania
Mungo gambijski występuje w zachodniej Afryce od Senegalu i Gambii na wschód do Nigerii.

## Morfologia
Długość ciała (bez ogona) 30–45 cm, długość ogona 23–29 cm; masa ciała 1–2,2 kg. Ciało wydłużone, krótki ogon i łapy. Ubarwienie brązowoszare. Dymorfizm płciowy nie jest uwidoczniony. Wzór zębowy: I {\displaystyle {\tfrac {3}{3}}} C {\displaystyle {\tfrac {1}{1}}} P {\displaystyle {\tfrac {3}{3}}} M {\displaystyle {\tfrac {2}{2}}} = 36.

## Ekologia
Mungo gambijskie są spotykane na sawannach, łąkach i w lasach. Lokalnie są pospolite.
Gatunek aktywny w ciągu dnia. Żywią się głównie bezkręgowcami. Są gatunkiem socjalnym. W Parku Narodowym Niokolo-Koba (Senegal) obserwowano stada liczące od kilku do kilkunastu, a nawet ponad 40 osobników.